# Crucea (Suceava)
Pour les articles homonymes, voir Crucea.
Crucea est une commune du județ de Suceava en Roumanie.